# 生野真琴
生野 真琴（いくの まこと、1977年6月6日 - ）は日本の元ヌードモデル、元AV女優。東京都出身。

## 略歴
1994年、17歳の時ヘアヌード写真集を発売。翌年、アダルトビデオにデビュー。当初は1978年生まれとされた。

## 書籍
- つぼみ―生野真琴写真集（1994年12月、野村誠一撮影、ぶんか社）
- 禁じられた遊び―生野真琴写真集（1995年5月、上野いさむ撮影、ぶんか社）
- 葡萄―生野真琴（1995年9月、ロバート・M.キンケード撮影、ぶんか社）

## 主な出演作品

### 映画
- のぞき屋 NOZOKIYA（1995年東映、富岡忠文監督）

### アダルトビデオ
- デビュー真琴18歳（1995年、メシア）
- エロス幼艶（1996年2月1日、メシア） ※いくのまこと名義
- ラブドール絶頂（1996年4月4日、メシア） ※いくのまこと名義

### オリジナルビデオ
- 制服の愛人 コギャルの性（1996年、TMC）
- 痴漢白書3（1996年、ピンクパイナップル）